# Siarhieï
- Pour l'ensemble des articles sur les personnes portant ce prénom, consulter :
  - la liste des articles dont le titre commence par ce prénom
  - les listes produites par Wikidata : Liste des personnes de prénom « Siarhieï » — même liste en incluant les éventuels prénoms composés qui contiennent « Siarhieï ».

Siarhieï est un prénom masculin, variante biélorusse de Sergueï.
- Siarhieï Doubaviets (né en 1959), journaliste et écrivain biélorusse ;
- Siarhieï Linh (né en 1937), Premier ministre biélorusse de 1996 à 2000 ;
- Siarhieï Novikaw (né en 1979), athlète biélorusse ;
- Siarhieï Roumas (né en 1969), Premier ministre biélorusse de 2018 à 2020 ;
- Siarhieï Sidorski (né en 1954), Premier ministre biélorusse de 2003 à 2010 ;
- Siarhieï Tsikhanowski (né en 1978), blogueur et militant pro-démocratie biélorusse.